# Шахсевени
Шахсеве́ни (шахсеве́нці) — етнічна спільнота на північному заході Ірану та на півдні Азербайджану. За мовою шахсевени є огузькими тюрками.

## Територія проживання, статус і чисельність
Шахсевенці проживають розпорошено у північно-західних областях Ірану (Східний Азербайджан і Муганський степ), а також на півдні Азербайджану.
Чисельність у Ірані приблизно 300 тисяч осіб. Мешкають у таких містах Ірану: Кум, Тегеран, Казвін, Зенджан.
Щодо статусу шахсевенів визначеності серед вчених-етнографів немає, що не в останню чергу пояснюється розділеністю шахсевенців кордонами. За СРСР радянські шахсевени враховувалися в складі азербайджанців. У сучасному Азербайджані шахсевени також розглядаються як субетнічна або навіть етнографічна група титульної нації. За іншим поглядом шахсевенці є окремим тюркським народом.
Наявні дані про чисельність лише іранських шахсевенів — 270 тис. осіб (1988 рік).

## Дані з антропології, мови та релігії
В антропологічному відношенні шахсевенці належать до передньоазійського варіанту балкано-кавказької раси великої європеоїдної раси.
Розмовляють шахсевенці східними (муганськими) діалектами азербайджанської мови, у шахсевенців Азербайджану поширена азербайджанська літнорма.
За віросповіданням шахсевени — мусульмани-суніти.

## Історія, господарство і культура
Формування шахсевенської етноспільноти пов'язується зі створенням наприкінці XVI століття шахської гвардії шахисванів («ті, що люблять шаха»), у яку ввійшли представники різних тюркських племен (кизилбашів). У сучасних шахсевенців зберігаються пережитки племінного поділу.
Традиційними заняттями шахсевнців є кочове і напівкочове скотарство (вівці, велика рогата худоба як тяглова сила, верблюди і коні). З кінця XIX століття шахсевенці переходять до осілого землеробства.
Традиційними житлами шахсевенців були намети і шатра.
Одяг шахсевенів — у чоловіків біла або синя сорочка, суконні коричневі шаровари, черкеска, бараняча папаха, поршні, взимку баранячі кожухи з довгими рукавами, у жінок — сині сорочка і чадра, шаровари, архалук, вовняні шкарпетки. І чоловіки, і жінки носили м'яке шкіряне взуття без підборів (чув'яки). Чоловіки голили голову, лишаючи кучері на скронях, носили і носять бороди. Жінки покривають голову хусткою. Звичною справою є дорогоцінні (срібні і золоті) прикраси.
Традиційна кухня шахсевенів близька до азербайджанської — плов, баранина, молочні продукти тощо.
Шахсевени зберігають деякі архаїчні звичаї, зокрема домусульманські риси носить похоронний обряд.